# Docas Navais de Antigua
As Docas Navais de Antigua também chamadas de Docas de Nelson é um local em Antigua e Barbuda que foi adicionado ao Patrimônio Mundial da Humanidade da UNESCO. Faz parte do Parque Nacional das Docas de Nelson, que também contem a Clarence House e Shirley Heights. Possui o nome de Docas de Nelson em homenagem ao Almirante Horatio Nelson, que viveu na região entre 1784 e 1787. Hoje sedia várias competições de vela como a Antigua Sailing Week e a Antigua Charter Yacht Meeting. Hoje é um dos locais mais visitados pelos turistas.

## UNESCO
Foi inscrito como Patrimônio Mundial da UNESCO em 2016. "Consiste de um grupo de construções e estruturas navais, encerradas por uma muralha. O ambiente natural deste lado da ilha, com suas baías profundas e estreitas, cercadas por montanhas, oferecia abrigo para furacões e era ideal para o reparo de navios. A construção das docas pela Marinha inglesa não seria possível sem o trabalho de gerações de escravos africanos desde o fim do século XVIII. O seu objetivo era proteger os interesses dos plantadores de cana de açúcar numa época em que os europeus competiam pelo controle do Leste caribenho."

## Galeria

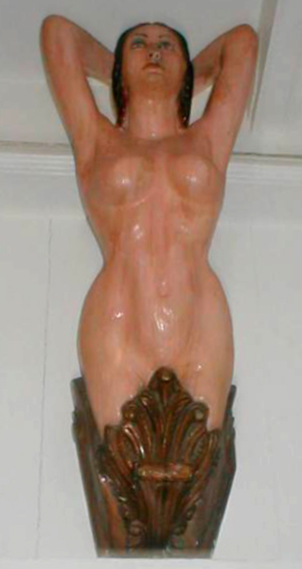
Estátua
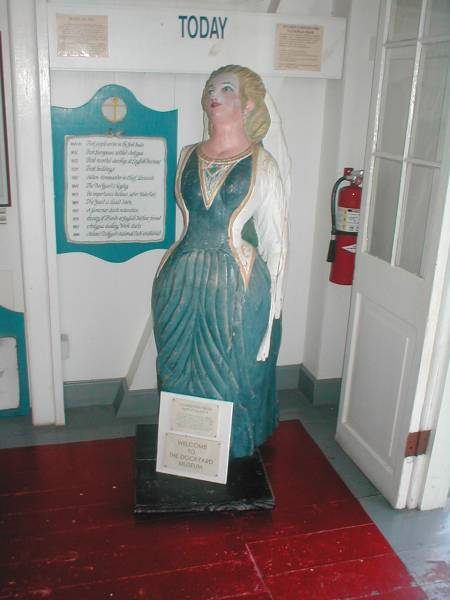
Estátua
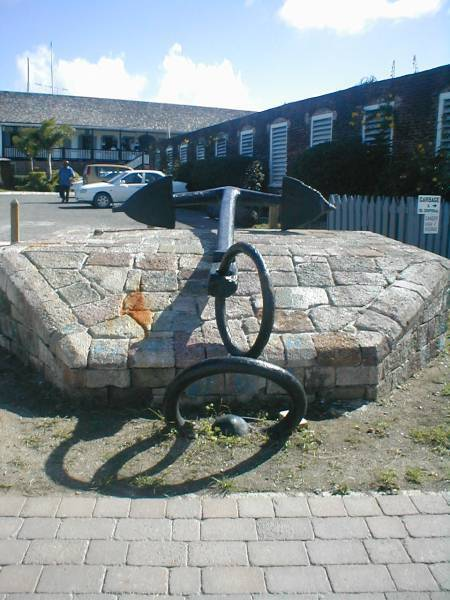
Âncora de navio
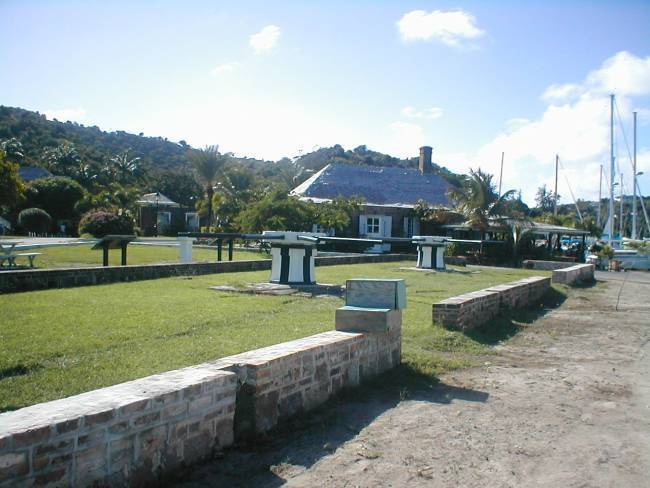
Docas de Nelson: vestígios da Capstan House
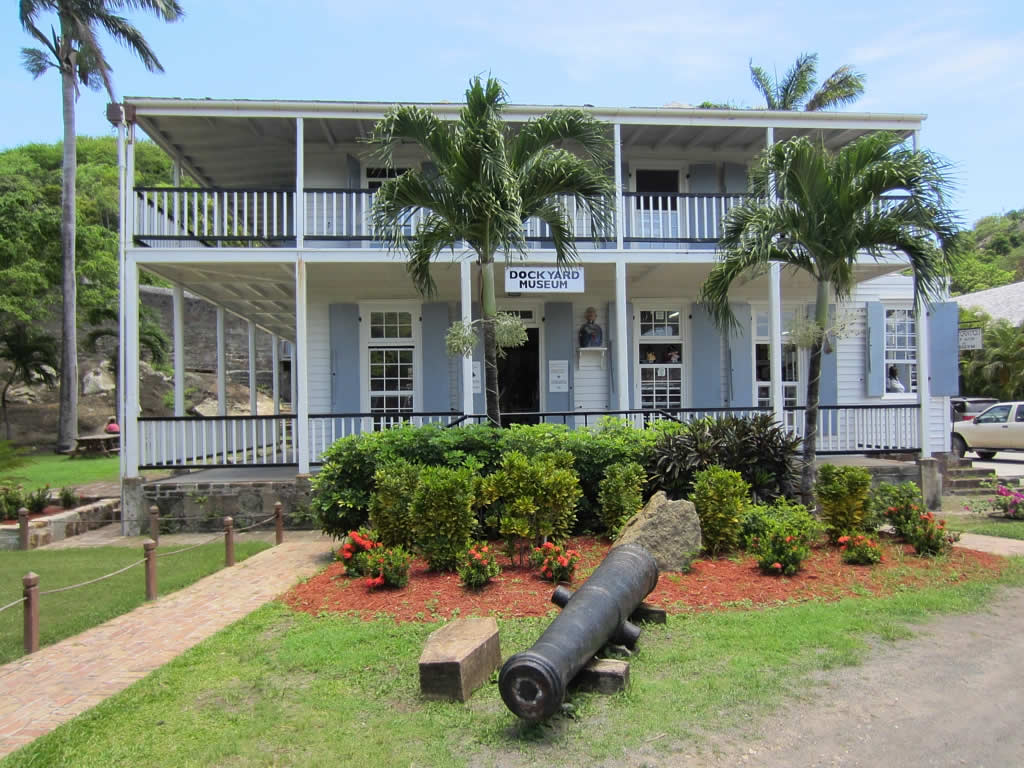
Museu das docas
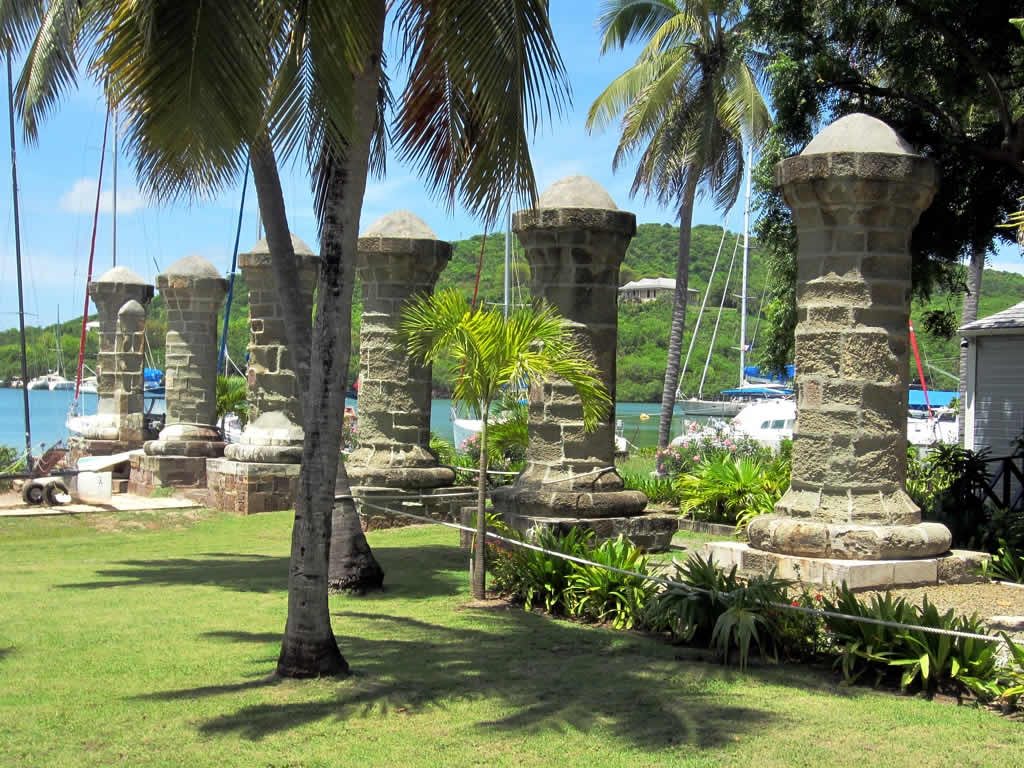
Vestígios da casa de barcos

## Ligações Externas
- The Telegraph
- Trip Advisor